# Молодило паутинистое
Молодило паутинистое (лат. Sempervivum arachnoideum) — вид травянистых растений рода Молодило (Sempervivum) семейства Толстянковые.

## Биологическое описание

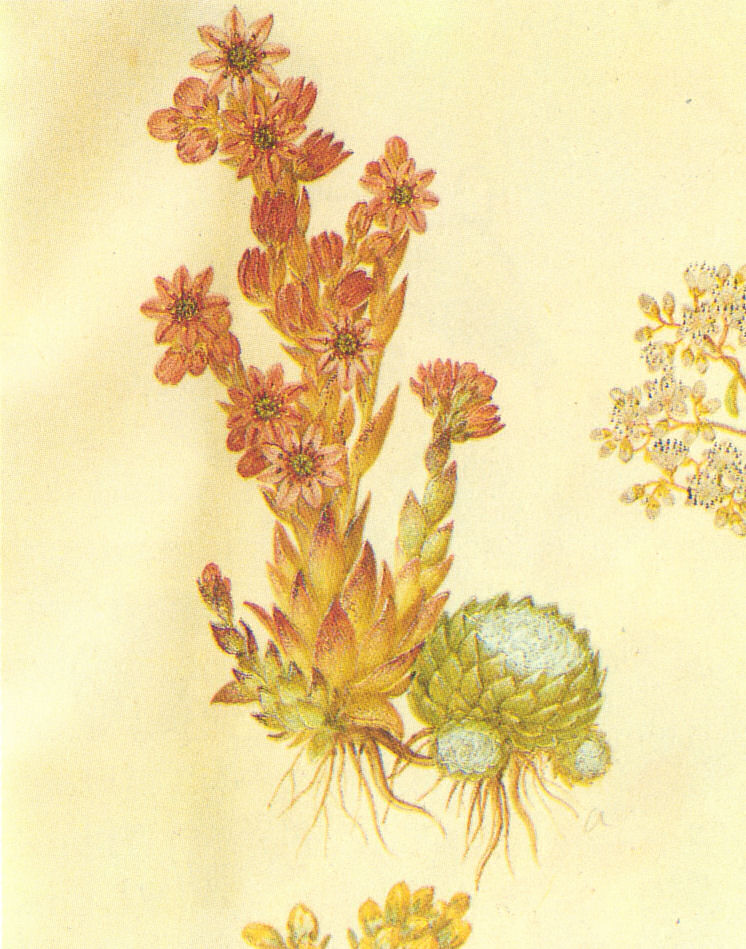
Молодило паутинистое. Ботаническая иллюстрация из книги середины XVII века Gottorfer Codex

Кустовидный многолетник с прямостоячими стеблями 5—20 см высотой, образующий густые дерновинки с монокарпическими розетками. Розетки диаметром 5—25 мм, почти шаровидные. Розеточные листья обратно-ланцетные, размером около 8 × 4 мм, зелёные или красные, обычно с красной верхушкой, на верхушках длинные, извилистые, белые волоски, покрывающие розетки будто густой паутиной, и со слабым опушением железистыми волосками на обеих поверхностях листа (ближе к верхушке и по краям листа). Соцветия из 5—15 относительно крупных цветков, щитковидные, диаметром 3—5 см. Цветки короткотрубчатые, диаметром 10—15 мм. Венчик образован 8—10 лепестками 8—10 мм длиной, широколанцетных, мягких, розовой окраски с пурпурным оттенком, опушенные железистыми волосками по краю и киля. Чашелистики длиной 4—5 мм, ланцетные, притуплены, опушенные железистыми волосками. Тычинки 4,5—5 мм длиной, пурпурно-красные; пыльники тёмно-красные. Нектарные железки полукруглые, зелёные, 0,3 мм шириной. Завязи 3 мм длиной, зелёные, стилодии 2 мм длиной, розовые. Цветёт со второй половины июля.
Очень изменчивый вид, для которого описаны несколько разновидностей, различающихся главным образом размерами розеток и степенью опушения. Выведены садовые формы, отличающиеся размерами розеток и окраской листьев.
Ареал охватывает главным образом горные области Юго-Западной Европы. Встречается во французских и итальянских Альпах, а также в центре и на юге Апеннин на высоте до 3000 м над уровнем моря. Встречается в горах Европы от Пиренеев до Карпат.
Легко образует гибриды с другими видами в культуре и в природе:
- Sempervivum ×barbulatum — гибрид Sempervivum arachnoideum и Sempervivum montanum — комплекс разнообразных форм, в которых в той или иной степени проявляются признаки родительских видов. Розетки обычно около 2 см в диаметре, а цветоносы до 5 см высотой, окраска лепестков бывает разным.
- Sempervivum ×fauconnettii — гибрид Sempervivum arachnoideum и Sempervivum tectorum — розетки мелкие и плотнее, чем у молодила кровельного, листья немного волосистые.
- Sempervivum ×luisae L.Gallo (2012) = Sempervivum arachnoideum L. × Sempervivum riccii Iberite & Anzal.
- Sempervivum ×roseum — гибрид Sempervivum arachnoideum и Sempervivum wulfenii — больше похож на Sempervivum wulfenii, но розетки мелкие и верхушки листьев с пучками шерстистых волосков.
- Sempervivum ×vaccarii Wilczek ex Vacc. (1905) = Sempervivum gaudinii Christ × Sempervivum arachnoideum L.

Хорошо растёт в каменистой почве на ярком солнце. Выносливое растение, не боится морозов, поэтому с успехом выращивается на открытом воздухе, как в горшках, так и просто в почве, на каменных ограждениях или в рокариях.
Размножается дочерними розетками, которые образуются на сторонах у основания растения.